# Kuks
Kuks (deutsch Kukus) ist eine Gemeinde im Okres Trutnov in Tschechien. Sie liegt am Oberlauf der Elbe zwischen den Städten Jaroměř und Dvůr Králové.

## Geschichte

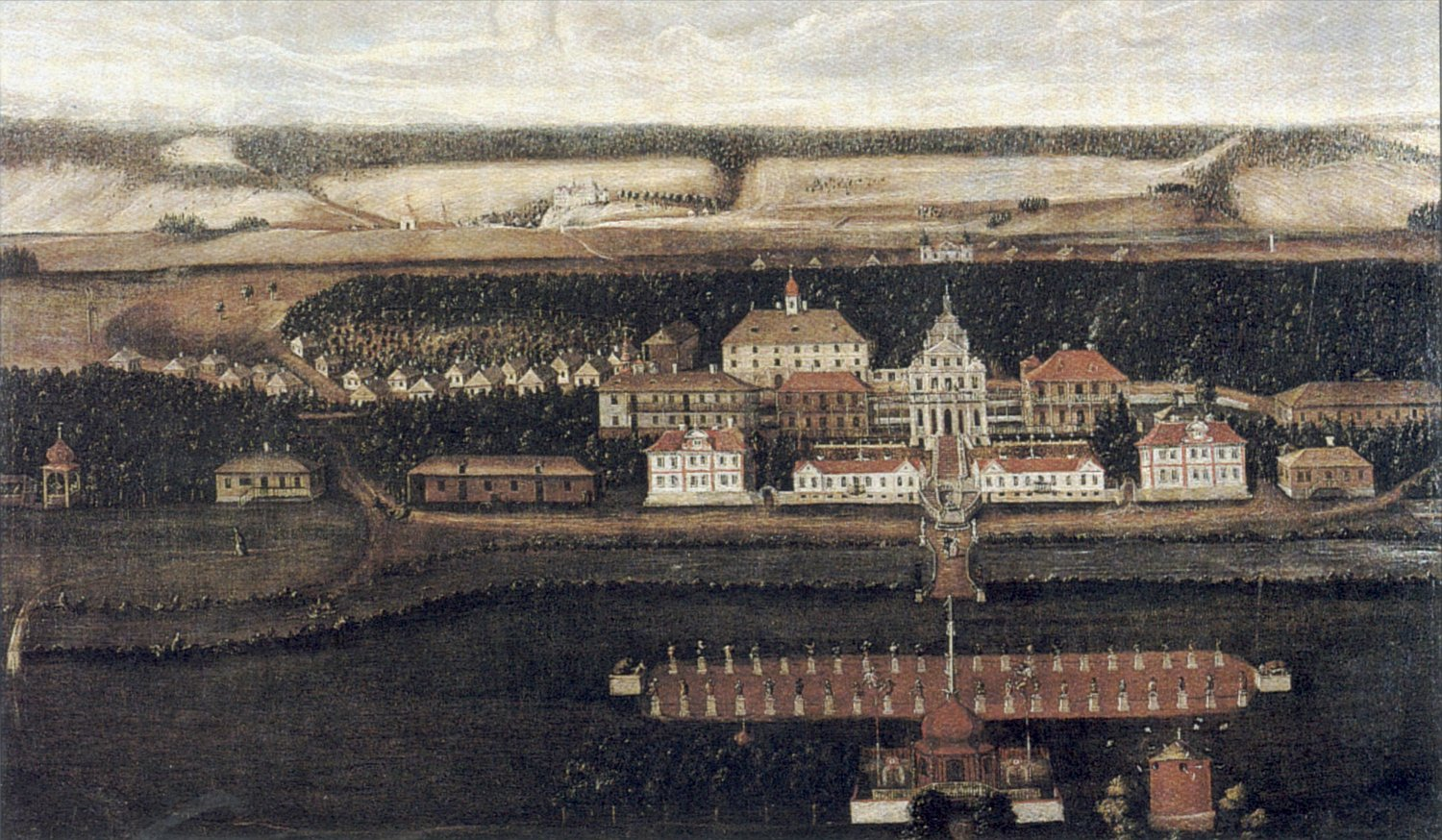
Schloss und Kurbad Kuks zu Beginn des 18. Jahrhunderts

Kukus, dessen ursprünglicher Name Kux war, hat seine Ursprünge in einer Gold-Seife an der Elbe. Nach der Entdeckung von Mineralquellen entwickelte sich der Ort seit dem Ende des 17. Jahrhunderts zu einem mondänen Badeort. Bei einem verheerenden Hochwasser der Elbe im Jahr 1740 wurde ein Großteil der Kurgebäude überschwemmt. Der Kurbetrieb wurde daraufhin eingestellt und seither nie wieder aufgenommen.
Berühmt wurde Kuks durch die Naturgalerie Bethlehem (Betlém) bei Stanovice u Kuksu und durch eine Reihe barocker Kunstobjekte. Jährlich wird Kuks von etwa 50.000 Menschen besucht. Besonders sehenswert ist das Hospital Kuks, das Schloss wurde nach 1900 abgerissen. Der Bauherr Franz Anton von Sporck ließ es 1707–1717 für Veteranen aus den Türkenkriegen und alte Untertanen errichten. Der Architekt Giovanni Battista Alliprandi entwarf die Kirche mit ihrer monumentalen Fassade. Die Steinmetzarbeiten führte der Hofsteinmetz Giovanni Pietro della Torre aus. Es war seine letzte Arbeit; er starb 1711.

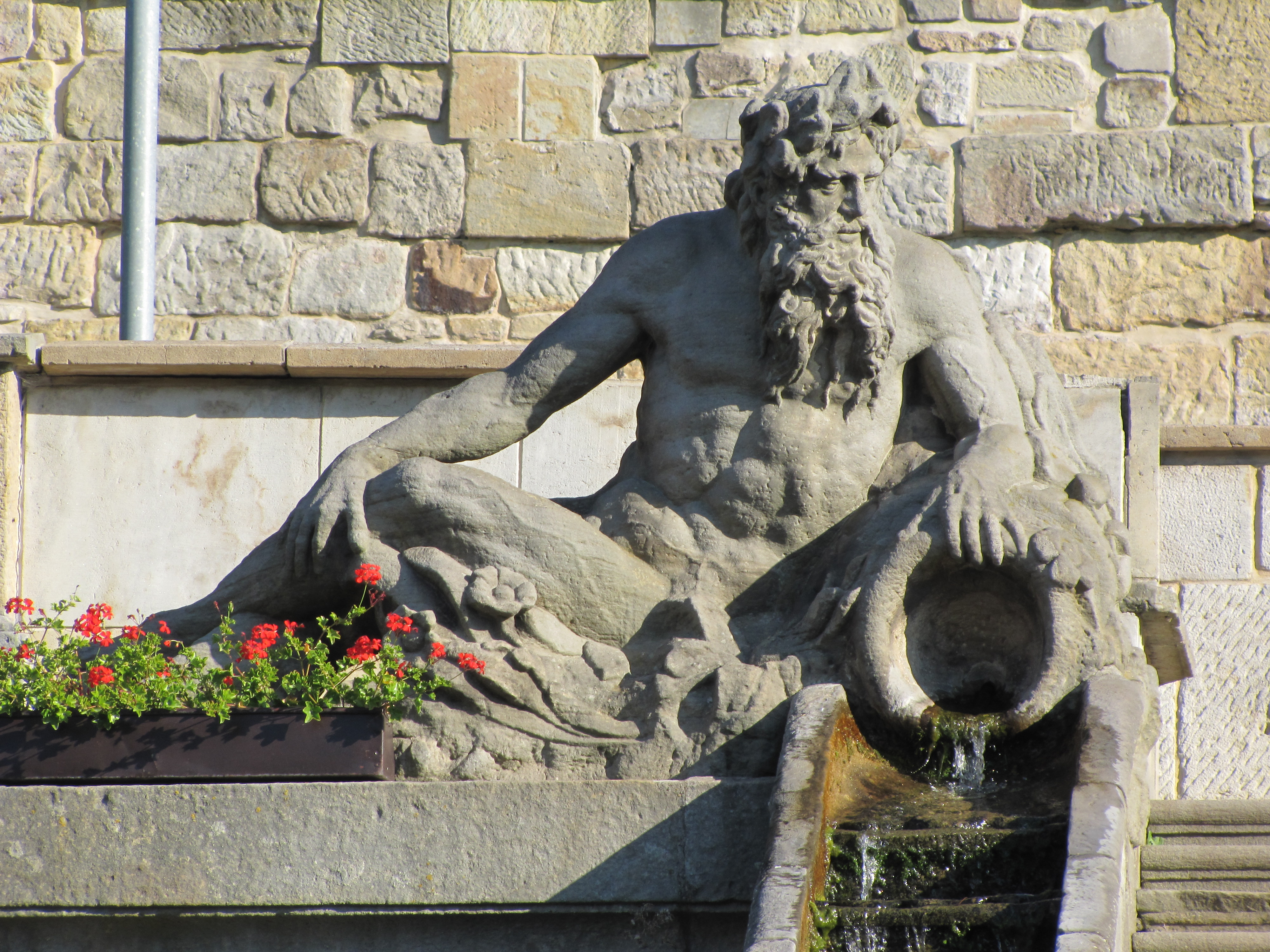
Tritonstatue auf der Schlossstiege

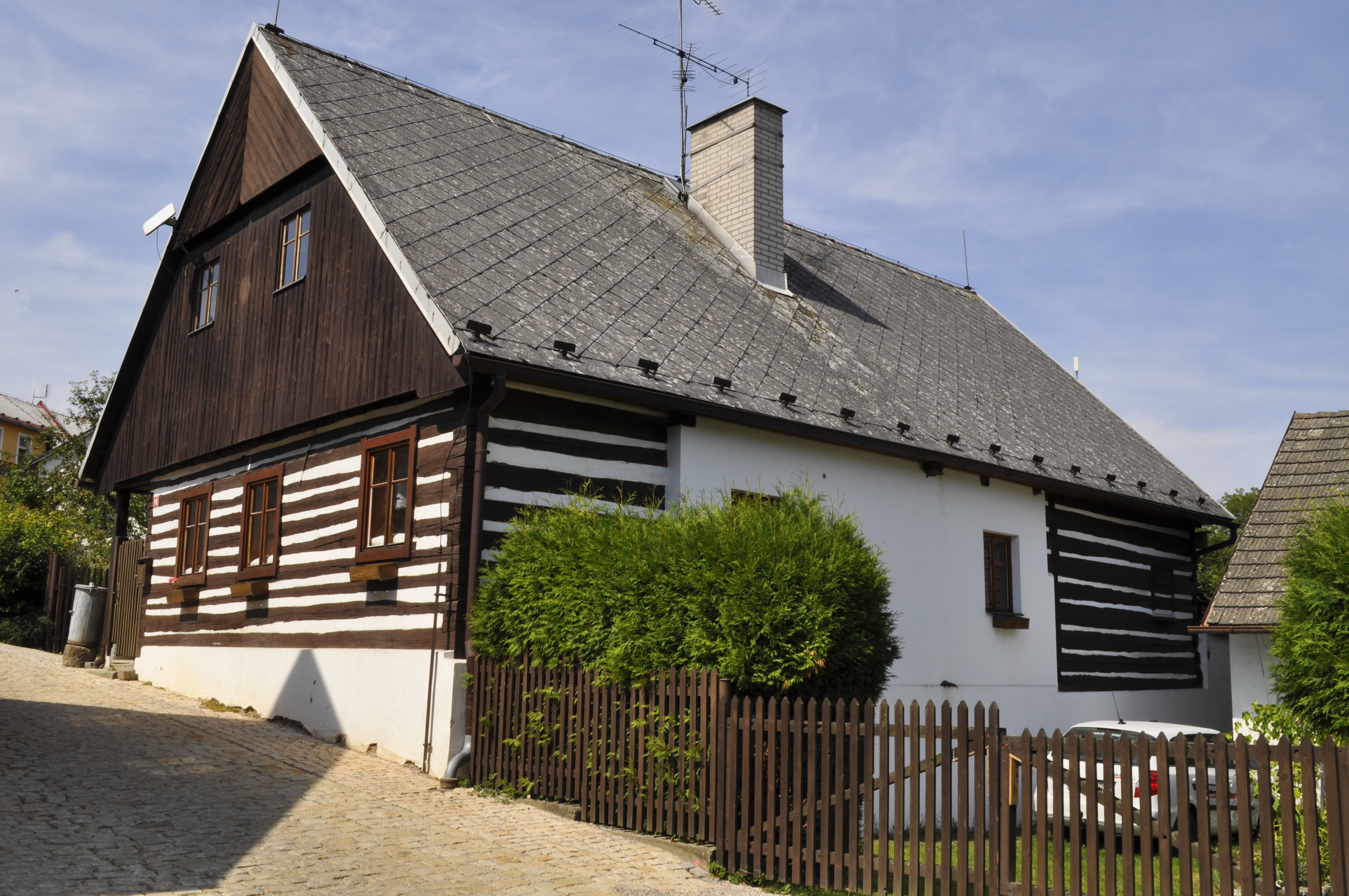
Landhaus in Kuks

## Persönlichkeiten
- Franz Kohl (1711–1766), Bildhauer
- Johann Balzer (1738–1799), Kupferstecher, Zeichner und Verleger
- Johann Rint (1814–1900), Bildhauer und Holzschnitzer
- Josef Rint (1838–1876), Bildhauer und Holzschnitzer
- Walter Bischof (1919–1968), Glaskünstler

## Gemeindegliederung
Zur Gemeinde Kuks gehört die Ortschaft Kašov (Kaschow) mit den Weilern Nová Amerika (Neu Amerika) und Nový Kašov (Neu Kaschow).